# Powiat Keszthely
Powiat Keszthely (węg. Keszthelyi járás) – jeden z sześciu powiatów komitatu Zala na Węgrzech. Siedzibą władz jest miasto Keszthely.

## Miejscowości powiatu Keszthely
- Keszthely – siedziba władz powiatu
- Hévíz
- Gyenesdiás
- Vonyarcvashegy
- Alsópáhok
- Balatongyörök
- Bókaháza
- Cserszegtomaj
- Dióskál
- Egeraracsa
- Esztergályhorváti
- Felsőpáhok
- Gétye
- Karmacs
- Ligetfalva
- Nemesbük
- Rezi
- Sármellék
- Szentgyörgyvár
- Vállus
- Várvölgy
- Vindornyafok
- Vindornyalak
- Vindornyaszőlős
- Vonyarcvashegy
- Zalaapáti
- Zalacsány
- Zalaköveskút
- Zalaszántó
- Zalaszentmárton
- Zalavár[2]